# ホーランド&シェリー

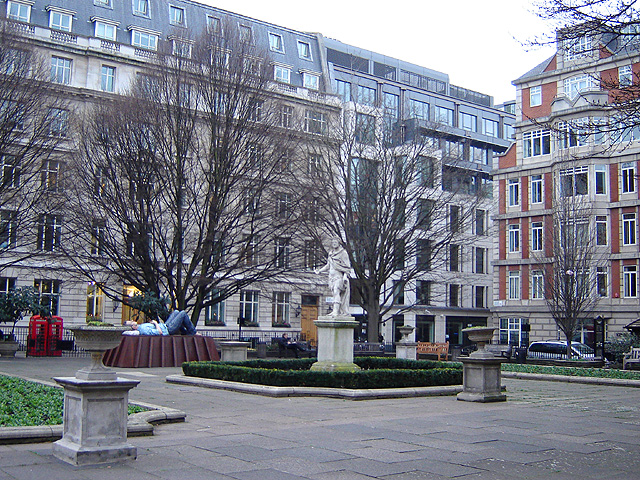
1886年にホーランド&シェリーが移動したロンドンのゴールデン・スクエア構内

ホーランド&シェリー（英名： Holland & Sherry）は、1836年にロンドンに創立されたイギリスを代表する高級服地マーチャント。現在はスコットランド・エジンバラ近郊のピーブルズに本社を置く。高級仕立て屋街であるサヴィル・ロウにロンドン営業所を置き、世界40カ国以上に直営店を置いている。

## 概要
ホーランド&シェリーは、1836年にロンドン、ボンド・ストリートにてスティーブン・ジョージ・ホーランドとフレデリック・シェリーによって創立された。1886年、ロンドンのゴールデン・スクエア構内に本社を移動する。ホーランド&シェリーは、創業当時よりイギリス国外の市場を重視しており多くの国と取引をしている。
服地コレクションは年間平均で約3000パターンを揃えていて、世界一の総量を誇る。また、バンチ見本（バンチブック）による販売方法を世界で最初に始めたとされている。